# The Bridesmaid's Secret
The Bridesmaid's Secret è un cortometraggio muto del 1916 diretto da Charles Brabin che si firmò con il nome Charles J. Brabin.

## Produzione
Il film fu prodotto dalla Essanay Film Manufacturing Company.

## Distribuzione
Distribuito dalla General Film Company, il film - un cortometraggio in due bobine - uscì nelle sale cinematografiche USA il 23 febbraio 1916.